# Bodo Uhse

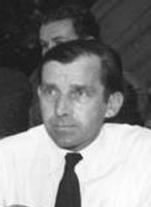
Bodo Uhse auf dem Deutschen Schriftstellerkongress 1950

Bodo Uhse (* 12. März 1904 in Rastatt; † 2. Juli 1963 in Ost-Berlin) war ein deutscher Schriftsteller, Journalist und politischer Aktivist (NSDAP, KPD, SED).

## Leben

### Kindheit, Jugend und Familie
Uhse war Sohn eines preußischen Offiziers. Seine Kindheit verbrachte er durch die ständigen dienstlichen Versetzungen seines Vaters an unterschiedlichen Orten. Nach der Trennung seiner Eltern wohnte er in Braunschweig bei seinen Großeltern und schloss sich dort der Wandervogel-Bewegung an.
Sein Berufsziel war zunächst, Offizier wie der Vater zu werden. Durch den Zusammenbruch des deutschen Kaiserreiches 1918 wurden derartige Hoffnungen zerschlagen, und er zog zu seinem Vater nach Berlin, wo er eine Oberrealschule besuchte. Dort knüpfte er Kontakte zu paramilitärischen Verbänden und beteiligte sich 1920 als 16-Jähriger als Meldegänger beim Kapp-Putsch.
Sein Bruder Hans-Jürgen war mit der Fliegerin und späteren Erotik-Unternehmerin Beate Uhse verheiratet. Er starb im Mai 1944 bei einem Flugunglück.

### Engagement auf der äußerst Rechten und linke Positionen
1921 wurde er Volontär in der Redaktion des Bamberger Tagblattes, das im Besitz des Tabakindustriellen Richard von Michel-Raulino war. Noch im selben Jahr schloss er sich dem „Bund Oberland“ an, wo er viele Persönlichkeiten der deutschnationalen und völkischen Szene, wie beispielsweise Julius Streicher, kennenlernte. Durch die Aufmärsche des Bundes Oberland kam es zu mehreren Zusammenstößen mit Kommunisten sowie Sozialdemokraten und wegen der Haltung zur Frage der französischen Besatzung an der Ruhr auch mit Nationalsozialisten, an denen auch Uhse beteiligt war. Erst später verbündeten sich der Bund Oberland und die NSDAP.
Am 25. Juli 1927 trat er in die NSDAP ein (Mitgliedsnummer 65.000), an deren linken Flügel er sich anschloss, und arbeitete in der Redaktion des nationalsozialistischen Donauboten in Ingolstadt. Er war ein Protegé der Gebrüder Otto und Gregor Strasser, stieg rasch auf und wurde Chefredakteur der Zeitung. Als er 1928 allerdings gegen die NS-Kandidatur von Franz Ritter von Epp, einem seiner Ansicht nach reaktionären Mann, protestierte, wurde er entlassen. Durch Gregor Strassers Vermittlung gelangte er nach Schleswig-Holstein, wo er Ortsgruppenleiter in Itzehoe wurde. Von 1929 an leitete er dort auch die neu gegründete nationalsozialistische Schleswig-Holsteinische Tageszeitung als Chefredakteur. Dabei geriet er in Konflikt mit dem Gauleiter Hinrich Lohse, als er einen Beitrag ablehnte, der gegen die militante Landvolkbewegung gerichtet war. Uhse steuerte immer offener im Blatt einen linken Kurs. 1929 wurde er als NSDAP-Mandatar in den Stadtrat von Itzehoe gewählt und freundete sich gleichzeitig mit dem Kommunisten Bruno von Salomon an. Die Folge davon war ein Studium der Schriften von Lenin und 1930 die Herausgabe des Beiblattes Der Proletarier, das gegen den nach Uhses Einschätzung bürgerlichen Kurs Adolf Hitlers gerichtet war. Als er sich mit anderen Parteilinken zudem für eine Abspaltung von der NSDAP aussprach, kam es zum endgültigen Bruch und am 1. August 1930 zum offiziellen Ausschluss aus der NSDAP.

### Hinwendung zum Kommunismus

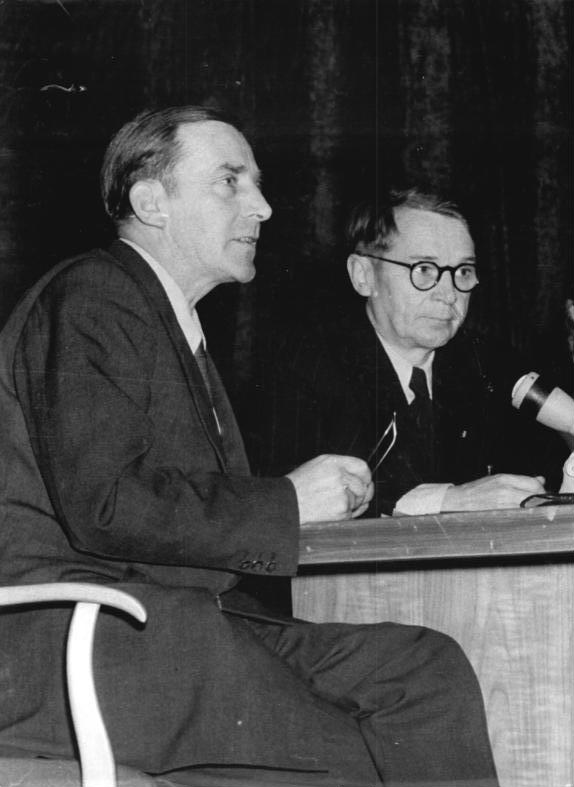
Bodo Uhse (links) und Theo Harych, 1954

Uhse schloss sich der Splittergruppe Kampfgemeinschaft Revolutionärer Nationalsozialisten (KGRNS) um Otto Strasser an, wurde Chefredakteur der NS-Briefe und feierte den bewaffneten Kampf der Landvolkbewegung. Dies war allerdings nur eine Zwischenstation, um sich schließlich endgültig der KPD zuzuwenden, die 1930 zudem eine stärkere nationalistische Position in ihrem Parteiprogramm vertrat. Ab 1931 wurde Uhse von der Parteiführung als Symbolfigur für die nun einsetzende verstärkte kommunistische Agitation unter der Landbevölkerung aufgebaut, analog zu dem ehemaligen Nationalsozialisten Leutnant Richard Scheringer, der unter Reichswehrsoldaten für die KPD werben sollte.
Nach dem Reichstagsbrand 1933 geriet Uhse wie andere Kommunisten unter den Druck des sich etablierenden NS-Staates und setzte sich nach Paris ab. Hier wurde er ein prominenter Vertreter der KPD-Exilpublizistik gegen das Dritte Reich und unterhielt Verbindungen zu Ernst Niekisch. Am 3. November 1934 wurde er aus Deutschland ausgebürgert und trat 1935 in die Exil-KPD ein. Im Juni desselben Jahres nahm er neben Johannes R. Becher und Bertolt Brecht am Ersten Internationalen Schriftstellerkongress in Paris teil. Bei Ausbruch des Spanischen Bürgerkrieges meldete er sich als Freiwilliger und wurde Politkommissar. 1938 kehrte er krank nach Frankreich zurück, emigrierte 1939 in die USA, wo er weiterhin für die KPD tätig war, und 1940 weiter nach Mexiko, wo er gemeinsam mit Ludwig Renn in der Bewegung Freies Deutschland aktiv war. Weiter organisierte er Ausreisevisa nach Mexiko für bedrohte Schriftsteller, die in Frankreich seit dem Einmarsch der Wehrmacht im Mai 1940 auf eine Gelegenheit zur Ausreise warteten. 1945 heiratete Uhse Alma Agee, eine Amerikanerin jüdischer Herkunft.

### Neuanfang in der SBZ und der DDR
1948 kam Uhse mit seiner Frau, deren Sohn aus erster Ehe, Joel Agee, und dem gemeinsamen Sohn Stefan (1946–1973) zurück nach Deutschland und ließ sich in der Sowjetischen Besatzungszone nieder, wo er 1949 Chefredakteur des im Aufbau-Verlag erscheinenden Periodikums Aufbau. Kulturpolitische Monatsschrift. Mit literarischen Beiträgen wurde, das er bis zu dessen Einstellung 1958 leitete.
Von 1950 bis 1954 war Uhse Abgeordneter der SED in der Volkskammer, von 1950 bis 1952 Erster Vorsitzender des Deutschen Schriftstellerverbandes im Kulturbund zur demokratischen Erneuerung Deutschlands. 1956 übernahm er die Funktion eines Sekretärs der Sektion Dichtkunst und Sprachpflege der Akademie der Künste und war Vertreter der DDR beim P.E.N.-Kongress in London. Als mit dem XX. Parteitag der KPdSU die Verbrechen Stalins bekannt wurden, führte dies bei Uhse zu einer tiefen Krise, zumal er in einer Romantrilogie den antifaschistischen Widerstand in Deutschland und die führende Rolle der Sowjetunion preisen wollte. Sein Stiefsohn Joel Agee schrieb nach seinem Tod, dass er im angetrunkenen Zustand davon gesprochen habe, sein Leben verpfuscht, sein Talent vergeudet und seine Seele an den „Schweinehund Stalin“ verkauft zu haben. 1960 scheiterte seine Ehe, worauf Alma Agee mit beiden Söhnen nach New York zog. Uhse wohnte von 1960 bis 1963 in Berlin-Friedrichshain, Strausberger Platz 19.
Nach einem Aufenthalt in Kuba 1961 erkrankte Bodo Uhse, der Kettenraucher und Alkoholiker war, schwer. Viele seiner Tätigkeiten musste er einstellen und sein Amt als Chefredakteur von Sinn und Form (1963) war nur von kurzer Dauer. 

## Tod, Grabstätte und Gedenken

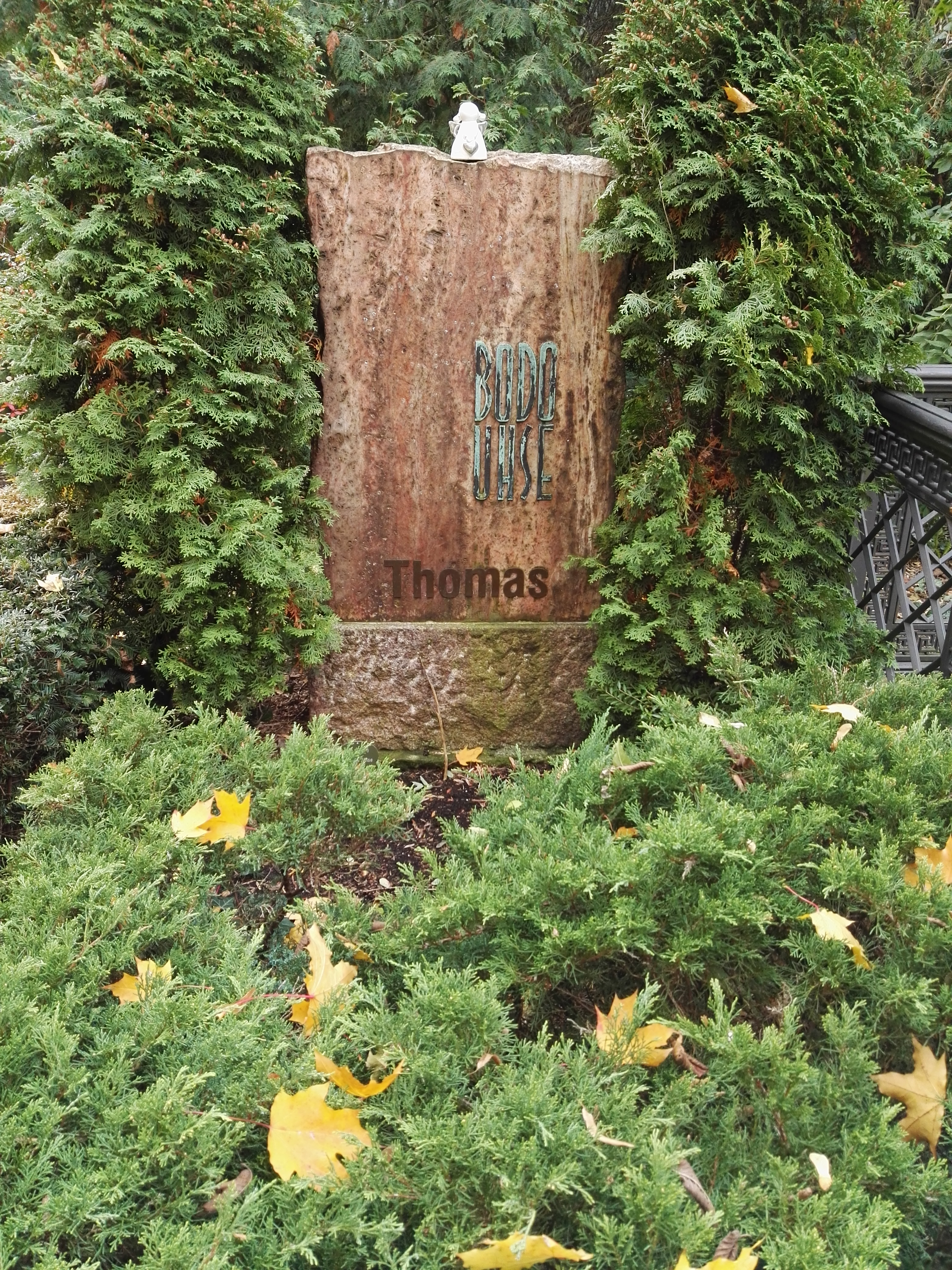
Ehrengrab von Bodo Uhse auf dem Dorotheenstädtischen Friedhof in Berlin-Mitte

Bodo Uhse starb am 2. Juli 1963 im Alter von 59 Jahren in Berlin an einem Hirnschlag. In einem von Anna Seghers und Willi Bredel unterzeichneten Nachruf der Akademie der Künste der DDR wurde der Verstorbene als einer „der hervorragendsten essayistischen Interpreten der großen humanistischen Literatur der deutschen, französischen, spanischen und englischen Sprache“ gewürdigt.
Bei der Trauerfeier, die am 5. Juli 1963 im Plenarsaal der Akademie der Künste stattfand, sprachen erneut Seghers und Bredel Worte des Gedenkens. Anschließend erfolgte die Beisetzung auf dem Dorotheenstädtischen Friedhof an der Berliner Chausseestraße. Die Grabrede hielt Alfred Kurella. Die Schriftstellerin Grete Weiskopf (Alex Wedding), die wie auch Bodo Uhse im Haus des Kindes am Strausberger Platz 19 wohnte, veröffentlichte im Sonntag einen Essay im Gedenken an ihn.
Auf Beschluss des Berliner Senats ist die letzte Ruhestätte von Bodo Uhse (Grablage: CH-1-9) seit 1997 als Ehrengrab des Landes Berlin gewidmet. Die Widmung wurde im Jahr 2021 um die übliche Frist von zwanzig Jahren verlängert.
Der Lyriker Jens Gerlach widmete Uhse in den „Dorotheenstädtischen Monologen“ ein Gedicht.
1986 wurden in Berlin-Hellersdorf eine Straße und in Lichtenberg die 1983 eröffnete Bibliothek am Tierpark nach ihm benannt.

## Werke (Auswahl)
- Söldner und Soldat. Roman, Éditions du Carrefour, Paris 1935 (mehrfach wiederaufgelegt, zuletzt: Aufbau-Taschenbuch-Verlag, Berlin 1992, ISBN 978-3-7466-0140-3).
- Leutnant Bertram. Roman, 1944
- Wir Söhne. Roman, 1948
- Die heilige Kunigunde im Schnee und andere Erzählungen, 1949
- Die Brücke. 3 Erzählungen, 1952
- Die Patrioten. Roman, 1954
- Tagebuch aus China, 1956
- Mexikanische Erzählungen, 1957
- Die Aufgabe. Eine Kollwitz-Erzählung, 1958
- Gestalten und Probleme, 1959
- Reise in einem blauen Schwan. Erzählungen, 1959
- Sonntagsträumerei in der Alameda, 1961
- Im Rhythmus der Conga. Ein kubanischer Sommer, 1962